# Bunny Buys a Harem
Bunny Buys a Harem è un cortometraggio muto del 1914 diretto da George D. Baker che ha come interpreti la coppia comica formata da John Bunny e Flora Finch.

## Produzione
Il film fu prodotto dalla Vitagraph Company of America.

## Distribuzione
Distribuito dalla General Film Company, il film - un cortometraggio in una bobina - uscì nelle sale cinematografiche statunitensi il 15 maggio 1914.